# 张家村 (章丘市高官寨镇)
张家村，中华人民共和国山东省济南市章丘市高官寨镇所辖的一个行政村。全行政村人口300户、1133人。耕地面积2899亩。行政区划代码370181114214。